# Cornelius Appel
Cornelius Appel (født 13. maj 1821 i Åbøl i Tirslund Sogn ved Primærrute 25 nord for Toftlund, død 25. marts 1901 på Folkely ved Odense) var en dansk frimenighedspræst, lærer og højskoleforstander.
Han var søn af landsbyskolelæreren Hans Jepsen Appel og Kirsten Marie Appel. Efter sin konfirmation 1837 kom han ud at tjente hos en bonde, men organiserede om vinteren en skole for Åbøls børn. Derefter arbejdede han et år som karl på sin fars gård frem til 1839.

## Skolelærer
I 1839 kom Appel på Lyngby Seminarium, hvorfra han dimitteredes i 1841 med udmærkelse. Samme år vendte han hjem til Sønderjylland og blev medhjælper hos kateketen i Ribe. To år senere blev han lærer ved skolen i Lovrup, og godt to år senere andenlærer ved degneskolen i Løjt. I 1847 blev han lærer i Ballum, hvor han samme år giftede sig med lærerdatteren Anne Kirstine Lorentzen (1829 – 1869). I 1851 forflyttedes han til Tønder, hvor det danske sprog skulle indføres ved Borgerskolen, og hvor han også blev timelærer ved seminariet.

## Højskolemand
Efter den tyske overtagelse af hertugdømmet Slesvig i 1864 blev Appel fyret og flyttede til Rødding Højskolegård, hvor han holdt sommerskole for voksne piger; et enkelt år også for karle. Han oprettede også en børneskole, men den blev lukket 1870.
I årene 1870-74 deltog han i de søndagsforsamlinger, den afskedigede præst Hans Sveistrup holdt i Rødding og Københoved; men da det blev danske præster forbudt at tale i Slesvig, ønskede deltagerne i disse forsamlinger at danne en frimenighed og få en lægmand som præst. De udså sig Appel, og han modtog et kaldsbrev fra en komite på fire mænd, der repræsenterede de borgere i Rødding sogn og omegn, som var udtrådt af den tysksprogede landskirke for hertugdømmerne Slesvig og Holsten. Da det på grund af omstændighederne ikke var muligt at få en dansk biskop til at foretage ordinationen, besluttede præsten Vilhelm Birkedal fra Ryslinge at gøre dette. Det var meningen, at det skulle ske i Rødding; men på grund af forbuddet mod, at danske præster optrådte i Slesvig, måtte ordinationen flyttes til Askov Folkehøjskole nord for grænsen, hvor Appel blev ordineret 30. juli 1874. Myndighederne anlagde sag mod de præster, der havde deltaget i ordinationen, og ved højesteretsdom den 18. april 1877 blev Birkedal og Sveistrup fra Vejen idømt en bøde på 200 kroner, mens ti andre præster fik bøder på 100 kroner.
- Gravsten på Askov Kirkegård
- Mindesten i Skibelund Krat
- Mindesten mellem højskolen og Rødding Frimenighedskirke

Cornelius Appel er begravet ved Askov Kirke.

## Efterkommere
Den 14. april 1847 blev Cornelius Appel gift med Anne Kirstine Lorentzen (født 19. januar 1829 i Døstrup, død 14. januar 1869 i Rødding). De fik seks børn:
- Mathias Lorentzen Appel (født 28. august 1848 i Ballum, død 18. august 1916 i Odense), højskolelærer og redaktør, gift med Sophia Louisa Hansen (1851-1929). De blev forældre til folketingsmand Erik Appel (1880-1964) og bedsteforældre til Elin Høgsbro Appel (1913-1980). De blev også forældre til arkitekten Frederik Appel (1884-1962).

- Ana Dorthea Appel (født 19. marts 1854, død 15. april 1854).

- Hans Kristian Appel (født 29. marts 1856 i Tønder, død 15. november 1947), lærer ved Dalum Landbrugsskole, redaktør af Mælketidende, formand for Odense Valgmenighed og medlem af Dalum Menighedsråd, gift den 8. juni 1887 i Gørslev med Karen Sofie Hansen (født 12. januar 1866 i Slimminge).[3]

- Axel Appel (født 13. september 1858 i Tønder, død 24. maj 1926 i Århus, begravet i Askov), gift i Askov den 13. maj 1891 med Johanne Nutzhorn (født 18. nov. 1869 i Askov). Johanne Nutzhorn var datter af højskolelærer og professor Heinrich von Nutzhorn. Axel Appel var statskonsulent i husdyravl og blev ridder af Dannebrog.[4]

- Nicolaj Frederik Severin Appel (født 2. februar 1864 i Tønder, død 21. november 1923 i København), bogtrykkeridirektør, gift 4. oktober 1895 med Ingeborg Kruse (19. juni 1857 i Kaulstrup – 15. maj 1931).

- Jakob Christian Lindberg Appel (født 23. april 1866 i Rødding, død 31. december 1931), forstander for Askov Højskole. Kultusminister 1910-1913, Undervisningsminister 1920-1924, Kirkeminister 1922-1924.